# Макс Адлер
Ма́кс А́длер (нім. Max Adler; 15 січня 1873 —  28 червня 1937) — один із лідерів австрійської соціал-демократії, філософ-ідеаліст, неокантіанець, теоретик австромарксизму.
Вважав дух і матерію елементами «досвіду», в основі суспільного життя людей вбачав моральні стосунки, тому соціологію зводив до етики.